# Паращук Юрій Степанович
Паращук Юрій Степанович (9 грудня 1949 р., м. Надвірна, Івано-Франківська область - 24 жовтня 2018 р., м. Харків) – лікар акушер-гінеколог, доктор медичних наук, професор, академік Української академії наук, академік академії наук (АН) Вищої освіти України, завідувач кафедри акушерства та гінекології № 2 Харківського національного медичного університету (1999-2018 рр.), заслужений працівник освіти України (2004). 

## Життєпис
Юрій Степанович народився у м. Надвірна Івано-Франківської області 9 грудня 1949 року. У 1972 р. закінчив Івано-Франківський державний медичний інститут.
1972-1975 рр. працював лікарем-ординатором обласного пологового будинку м. Суми. Згодом, переїхавши до Харкова, працював на кафедрі акушерства та гінекології Харківського медичного інституту (ХМІ) спочатку клінічним ординатором (1975–1977), асистентом (1978–1988), потім професором (1988–1999). У 1978 р. став кандидатом медичних наук. У 1987 р. Юрій Степанович став доктором медичних наук. У 1990 р. отримав звання професора. Лікар вищої кваліфікаційної категорії. У 1995 р. здобув звання академіка Української академії наук. 
1999-2018 рр. - професор завідував кафедрою акушерства та гінекології № 2 Харківського державного медичного університету (ХДМУ). З 1999 по 2006 рр. Юрій Степанович одночасно був проректором з наукової роботи ХДМУ.
У 2002 р. став академіком Академії наук (АН) Вищої школи України. В цьому ж році професор став лауреатом конкурсу «Харків’янин року». У 2004 р. академіку присвоєно звання «Заслужений працівник освіти України». Юрій Степанович був членом Президії Асоціації акушерів-гінекологів України, Міжнародного товариства репродукції, Європейської Асоціації акушерів-гінекологів; постійним учасником з’їздів, конференцій, міжнародних симпозіумів в Україні та за кордоном (у Болгарії, Польщі, Австрії, Словенії, Німеччині, Франції, Італії). Юрій Степанович Паращук раптово помер 24 жовтня 2018 року на 69-му році у Харкові .

## Наукова та педагогічна робота
Направленість наукової діяльності вченого – вивчення проблем перинатології, плацентарної недостатності, внутрішньоутробної інфекції, онкогінекології, безпліддя. За результатами фундаментальних досліджень започаткував в Україні службу штучного запліднення кріоконсервованими репродуктивними клітинами.Вчений є автором (співавтором) 360 навчально-методичних і наукових робіт, з них 2 підручників, 6 навчальних посібників, 6 монографій, 7 методичних рекомендацій, 7  свідоцтв і патентів та 2 брошур.

## Звання
З 1987 р. - доктор медичних наук. 
У 1990 р. - отримав звання професора. 
З 1995 р. - академік Української академії наук. 
З 2002 р. - академік Академії наук (АН) Вищої школи України. 
У 2002 р. - лауреат конкурсу «Харків’янин року».
У 2004 р. - присвоєно звання «Заслужений працівник освіти України».

## Нагороди
1999, 2006 рр. – нагороджений Почесними грамотами Міністерства охорони здоров’я України.